# Petr Čech
Petr Čechⓘ (Pilsen, 20 mei 1982) is een voormalig Tsjechisch profvoetballer die dienstdeed als doelman. Sinds oktober 2020 tot juni 2022 combineerde hij de functies van technisch adviseur en doelman bij Chelsea. Tevens speelt Čech als ijshockey-doelman bij het Engelse Guildford Phoenix, dat uitkomt op het vierde niveau van de Engelse ijshockeycompetitie.
Van 1999 tot en met 2019 kwam hij uit voor achtereenvolgens Chmel Blšany, Sparta Praag, Stade Rennais, Chelsea en Arsenal. Čech speelde van 2002 tot en met 2016 ook honderdvierentwintig interlands in het Tsjechisch voetbalelftal. Daarmee loste hij Karel Poborský af als Tsjechisch recordinternational.

## Carrière in Tsjechië
Čech kwam uit de jeugd van Viktoria Pilsen, maar werd al op zeventienjarige leeftijd weggeplukt door Chmel Blšany. In twee seizoenen keepte hij zevenentwintig wedstrijden, waarna hij vertrok naar Sparta Praag. Na een seizoen waarin hij zevenentwintig wedstrijden speelde, maakte hij zijn eerste buitenlandse transfer naar het Franse Stade Rennais.

## Carrière in Frankrijk
Bij Stade Rennais was Čech heel succesvol. In twee seizoenen keepte hij negenennegentig wedstrijden. Dit leverde hem zijn debuut in het Tsjechisch elftal op en twee seizoenen later een transfer naar het Engelse Chelsea.

## Carrière in Engeland
Čech verruilde in 2004 Stade Rennais voor Chelsea, waarvoor hij vervolgens meer dan driehonderd competitiewedstrijden speelde in de Premier League. In 2005 werd hij verkozen tot beste doelman in de UEFA Champions League in het seizoen 2004/05. Dat jaar won hij met Chelsea het landskampioenschap en de League Cup. Čech werd met Chelsea opnieuw landskampioen in de seizoenen 2005/06 en 2009/10, won nog een League Cup in 2007 en de FA Cup in 2007, 2009 en 2010. Hij stond met de club in de finale van de UEFA Champions League van 2007/08, maar verloor daarin na strafschoppen van Manchester United. In het seizoen 2011/12 stond hij opnieuw bij Chelsea onder de lat tijdens de finale van de UEFA Champions League. Dit keer won hij het toernooi wel na strafschoppen van Bayern München en won hij voor de eerste keer in de clubhistorie de Europese hoofdprijs. In begin 2013, bij een verloren uitwedstrijd tegen Newcastle United, brak Čech zijn pink en was hij een paar weken uit de roulatie. Hij miste hierdoor de oefeninterland van Tsjechië tegen Turkije.
Čech begon in januari 2007 noodgedwongen met het dragen van een helm tijdens wedstrijden. Vanwege een schedelbasisfractuur, waarvan hij drie maanden moest herstellen. Dit liep hij op tijdens een botsing tegen de knie van Stephen Hunt, in een wedstrijd tegen Reading.
In het seizoen 2014/15 verloor Čech zijn basisplaats bij Chelsea aan Thibaut Courtois. Hij tekende in juni 2015 vervolgens een contract tot medio 2019 bij Arsenal, de nummer drie in de Premier League in het voorgaande seizoen. Dat betaalde circa €14.000.000,- voor hem aan Chelsea. Op dinsdag 15 januari 2019 kondigde hij bezig te zijn aan zijn laatste maanden als profvoetballer. Op 29 mei 2019 keepte hij zijn laatste wedstrijd, in de met 4–1 verloren UEFA Europa League finale tegen Chelsea.
In oktober 2020 werd Čech door Chelsea ingeschreven als doelman voor het Premier League-seizoen van 2020/21. Op 14 december 2020 maakte hij z'n rentree onder de lat bij Chelsea onder 23 in de Premier League 2 tegen Tottenham Hotspur onder 23, omdat alle vaste keepers waren uitgeleend aan het eerste elftal. Chelsea won deze wedstrijd met 3–2.

## Clubstatistieken
| Seizoen | Club               | Competitie       | Competitie | Competitie | Beker | Beker | Internationaal | Internationaal | Totaal | Totaal |
| Seizoen | Club               | Competitie       | Wed.       | Dlp.       | Wed.  | Dlp.  | Wed.           | Dlp.           | Wed.   | Dlp.   |
| ------- | ------------------ | ---------------- | ---------- | ---------- | ----- | ----- | -------------- | -------------- | ------ | ------ |
| 1999/00 | FC Viktoria Pilsen | Druhá liga       | 1          | 0          | 0     | 0     | 0              | 0              | 1      | 0      |
| 1999/00 | FK Chmel Blšany    | Gambrinus liga   | 1          | 0          | 0     | 0     | 0              | 0              | 1      | 0      |
| 2000/01 | FK Chmel Blšany    | Gambrinus liga   | 26         | 0          | 0     | 0     | 4              | 0              | 30     | 0      |
| 2001/02 | Sparta Praag       | Gambrinus liga   | 27         | 0          | 0     | 0     | 12             | 0              | 39     | 0      |
| 2002/03 | Stade Rennais      | Ligue 1          | 37         | 0          | 4     | 0     | 0              | 0              | 41     | 0      |
| 2003/04 | Stade Rennais      | Ligue 1          | 33         | 0          | 4     | 0     | 0              | 0              | 37     | 0      |
| 2004/05 | Chelsea            | Premier League   | 35         | 0          | 2     | 0     | 11             | 0              | 48     | 0      |
| 2005/06 | Chelsea            | Premier League   | 34         | 0          | 1     | 0     | 7              | 0              | 42     | 0      |
| 2006/07 | Chelsea            | Premier League   | 20         | 0          | 8     | 0     | 8              | 0              | 36     | 0      |
| 2007/08 | Chelsea            | Premier League   | 26         | 0          | 5     | 0     | 9              | 0              | 40     | 0      |
| 2008/09 | Chelsea            | Premier League   | 35         | 0          | 7     | 0     | 12             | 0              | 54     | 0      |
| 2009/10 | Chelsea            | Premier League   | 34         | 0          | 3     | 0     | 6              | 0              | 43     | 0      |
| 2010/11 | Chelsea            | Premier League   | 38         | 0          | 3     | 0     | 9              | 0              | 50     | 0      |
| 2011/12 | Chelsea            | Premier League   | 34         | 0          | 9     | 0     | 13             | 0              | 56     | 0      |
| 2012/13 | Chelsea            | Premier League   | 36         | 0          | 9     | 0     | 18             | 0              | 63     | 0      |
| 2013/14 | Chelsea            | Premier League   | 34         | 0          | 1     | 0     | 11             | 0              | 46     | 0      |
| 2014/15 | Chelsea            | Premier League   | 7          | 0          | 6     | 0     | 3              | 0              | 16     | 0      |
| 2015/16 | Arsenal            | Premier League   | 34         | 0          | 3     | 0     | 5              | 0              | 42     | 0      |
| 2016/17 | Arsenal            | Premier League   | 35         | 0          | 2     | 0     | 0              | 0              | 37     | 0      |
| 2017/18 | Arsenal            | Premier League   | 34         | 0          | 1     | 0     | 3              | 0              | 38     | 0      |
| 2018/19 | Arsenal            | Premier League   | 7          | 0          | 4     | 0     | 11             | 0              | 22     | 0      |
| 2020/21 | Chelsea U23        | Premier League 2 | 1          | 0          | 0     | 0     | 0              | 0              | 1      | 0      |
| Totaal  | Totaal             | Totaal           | 569        | 0          | 72    | 0     | 141            | 0              | 782    | 0      |

## Interlandcarrière
Onder leiding van bondscoach Karel Brückner maakte Čech op 12 februari 2002 zijn debuut voor het Tsjechië (2-0) in de vriendschappelijke wedstrijd tegen Hongarije. Andere debutanten namens de Tsjechen in die wedstrijd op Cyprus waren Pavel Mareš (Sparta Praag), Jiří Štajner, Václav Koloušek (Slovan Liberec) en Martin Vaniak (Sigma Olomouc).
In 2004 nam Čech met Tsjechië deel aan het Europees kampioenschap in Portugal, waar zijn elftal in de halve finales werd uitgeschakeld. Hij nam met Tsjechië deel aan het Europees kampioenschap voetbal 2012 in Polen en Oekraïne, waar de ploeg van bondscoach Michal Bílek in de kwartfinales werd uitgeschakeld door Portugal door een rake kopbal van Cristiano Ronaldo. Op 27 mei 2016 passeerde hij Karel Poborský (118 interlands) als Tsjechisch recordinternational door tegen Malta (6–0) zijn 119de interland te spelen. Hij werd in dat duel na 45 minuten vervangen door Tomáš Koubek. Hij nam met Tsjechië ook deel aan het Europees kampioenschap voetbal 2016 in Frankrijk. Na nederlagen tegen Spanje (0–1) en Turkije (0–2) en een gelijkspel tegen Kroatië (2–2) waren zijn landgenoten en hij uitgeschakeld na de groepsfase. Na afloop van het toernooi stopte Čech met 124 interlands achter zijn naam als Tsjechisch international.

## Erelijst
| Competitie                      |         |                                    |         |         |
| Competitie                      | Aantal  | Jaren                              |         |         |
| Chelsea                         | Chelsea | Chelsea                            | Chelsea | Chelsea |
| ------------------------------- | ------- | ---------------------------------- | ------- | ------- |
| UEFA Champions League           | 1x      | 2011/12                            |         |         |
| UEFA Europa League              | 1x      | 2012/13                            |         |         |
| Premier League                  | 4x      | 2004/05, 2005/06, 2009/10, 2014/15 |         |         |
| FA Cup                          | 4x      | 2006/07, 2008/09, 2009/10, 2011/12 |         |         |
| League Cup                      | 3x      | 2004/05, 2006/07, 2014/15          |         |         |
| FA Community Shield             | 2x      | 2005, 2009                         |         |         |
| Arsenal                         |         |                                    |         |         |
| FA Cup                          | 1x      | 2016/17                            |         |         |
| FA Community Shield             | 2x      | 2015, 2017                         |         |         |
| Tsjechië onder 21               |         |                                    |         |         |
| Europees kampioenschap onder 21 | 1x      | 2002                               |         |         |

Individueel
- Tsjechisch voetballer van het jaar: 2005, 2008, 2009, 2010, 2011, 2012, 2013, 2015, 2016